# Sonate voor cello en piano (Sjostakovitsj)
Dmitri Sjostakovitsj schreef zijn Sonate voor cello en piano in d-klein (opus 40) in 1934. 
De cellosonate werd geschreven vlak voordat Sjostakovitsj in ongenade viel bij de leiding van de Sovjet-Unie. Een roerige tijd brak voor hem aan. Zijn opera Lady Macbeth uit het district Mtsensk werd veroordeeld als "te decadent en bourgeois". Daarnaast had hij een affaire met een toneelspeelster uit de opera, waardoor hij van zijn vrouw Nina scheidde. Tijdens de scheidingsprocedure schreef hij in augustus de cellosonate. De première vond plaats in Moskou op 25 december 1934. De cellist was Victor Koebatski (solocellist bij het orkest van het Bolsjojtheater), voor wie de sonate ook was opgedragen. In de herfst een jaar later was Sjostakovitsj weer samen met Nina, en kregen zij een dochter in 1936. 
De sonate bestaat uit vier delen:
1. Allegro non troppo
2. Allegro
3. Largo
4. Allegro